# Arcisze
Arcisze (biał. Арцюшы) – wieś na Białorusi w rejonie szczuczyńskim obwodu grodzieńskiego.
Wieś królewska położona była w końcu XVIII wieku w starostwie niegrodowym wasiliskim w powiecie lidzkim województwa wileńskiego. 

## Dane historyczne
Historia przynależności obszarów, na których położone są Arcisze jest przedstawiona na stronie o Wasiliszkach. Arcisze przynależą do parafii kościoła rzymskokatolickiego pw. św. ap. Piotra i Pawła w Starych Wasiliszkach.
Według Słownika Geograficznego Królestwa Polskiego Arcisze to wieś położona w powiecie lidzkim, 4 okr. pol., gimie i dobrach skarb. Wasiliszki (o 3 w.). W roku 1865 było 94 dusz rewiz. 3 stycznia 1921 w Arciszach żyło 274 ludzi wyznania katolickiego narodowości polskiej, a wieś składała się z 52 domów mieszkalnych (zabudowa zagrodowa).
Miejscowość położona do 1939 r. na terenie Polski w województwie nowogródzkim, a obecnie na terytorium

## Opis i geografia
Miejscowość położona jest na niewielkim wzniesieniu. Na północy rozciąga się dolina rzeki Lebiedka, za którą na kolejnym wzniesieniu zlokalizowana jest wieś Stare Wasiliszki. Przez rzekę można przejść korzystając z kilku rozsypujących się kładek przerzuconych naprędce przez okolicznych mieszkańców. Dojazd wymaga okrężnej drogi: należy jechać na wschód do drogi Szczuczyn – Wasiliszki i za cmentarzem Wasiliszkowskim zawrócić i pokonać ok. 2 km drogi powrotnej, albo udać się na zachód do sąsiedniej wsi, gdzie jest mostek umożliwiający jedynie przejście i bród przez który miejscowe samochody przejeżdżają przez rzekę (z odpowiednim rozpędem).
W miejscowości dominuje wiejska zabudowa drewniana.
Do dziś większość mieszkańców to Polacy (podobnie zresztą jak w całej okolicy). Dominują osoby starsze, młodzież wybiera miasto, a kolejne domy albo podpadają w ruinę albo są zagospodarowywane przez Kołchoz lub Kompleks w Wasiliszkach na potrzeby mieszkaniowe swoich pracowników.